# لیگند
لیگند (انگلیسی: Ligand) شرکت داروسازی آمریکایی است، که در سال ۱۹۸۷ تأسیس شد.